# Andes saegeri
Andes saegeri är en insektsart som beskrevs av Synave 1960. Andes saegeri ingår i släktet Andes och familjen kilstritar. Inga underarter finns listade i Catalogue of Life.